# Pierre-Albert Chapuisat
Pierre-Albert Chapuisat (Saint-Prex, 5 april 1948) is een Zwitsers voormalig voetballer en voetbalcoach die speelde als verdediger.

## Club carrière
In 1967 scoorde hij als 19-jarige met Lausanne Sports een doelpunt tegen FC Sion in de halve finale van de Zwitserse beker. De finale vond plaats op 15 mei 1967 tegen FC Basel. De wedstrijd werd gestaakt omdat de spelers van Lausanne weigerden verder te spelen na een controversiële strafschop beslissing van de scheidsrechter, en werd vervolgens beoordeeld als een 3-0 nederlaag voor Lausanne-Sports. In 1972/73 speelde hij als een vaste speler voor Paris FC voor één seizoen, maar keerde daarna terug naar Lausanne. In 1976 werd de temperamentvolle Chapuisat echter gedwongen Lausanne weer te verlaten nadat de andere spelers unaniem tegen hem stemden vanwege zijn "vlagen van razende waanzin". Hij verhuisde vervolgens naar kampioen FC Zürich en drong in 1977 met de Zurichers door tot de halve finale van de Europese Kampioensbeker voor Clubs. In Zurich was Chapuisats leiderschap onbetwist. Na drie jaar in Zürich, keerde hij in 1979 terug naar Lausanne. In 1981 won hij met Lausanne Sports de Zwitserse bekerfinale tegen FC Zürich.
Tegen het einde van zijn spelerscarrière, op 36-jarige leeftijd, verhuisde hij naar de National League B naar Vevey Sports. Daar beging Chapuisat in 1985 een overtreding op Lucien Favre in de wedstrijd Servette FC - Vevey Sports, die werd omschreven als de "ergste overtreding in het Zwitserse voetbal", hoewel deze niet werd bestraft door de scheidsrechter. Favre klaagde hem aan voor opzettelijk lichamelijk letsel, en Chapuisat kreeg een boete van 5000 francs. Vevey-Sports ontsloeg hem zonder opzegtermijn. Chapuisat eindigde zijn carrière als speler bij het tweedeklasser FC Renens.

## Nationale ploeg
Hij speelde 34 interlands voor Zwitserland waarin hij niet tot scoren kwam.

## Coach
Vanaf 1988 was hij voor het eerst speler-coach bij een club uit de nationale competitie, FC Bulle. In 1990 werd hij ontslagen nadat hij de voorzitter van de club had gehekeld in een krantenartikel met de titel "De stommiteiten van de voorzitter". Talrijke andere clubs in de 1st Division en de National League B volgden in de jaren 1990. Hoewel de sportieve resultaten vaak voldoende waren, werd Chapuisat meestal weer afgezet. Zo moest hij in 1993 Renens verlaten nadat hij een wijnglas naar de scheidsrechter had gegooid en kreeg hij een speelverbod van drie maanden opgelegd. In 1994/95 leidde hij FC Winterthur naar promotie/degradatie, maar werd onaanvaardbaar nadat hij tijdens een wedstrijd de bank van zijn voorige club FC Locarno de vinger had gegeven. Als gevolg daarvan kon hij bij de meeste van zijn coachingstations niet langer dan één seizoen blijven.
In januari 1998 nam hij Étoile Carouge over, zijn eerste National League A club. Hij degradeerde echter in hetzelfde seizoen, maar bleef bij de club als coach tot 2000. In 2001 werd hij aangenomen door rivaal Yverdon-Sport FC en bleef daar tot 2003. Na twee stints in de 1e divisie, nam Chapuisat in mei 2007 de leiding over als opvolger van Marco Schällibaum en als derde coach van de club in het huidige seizoen bij FC Sion, dat in de Super League speelde. Hij eindigde derde in het Zwitserse kampioenschap met de ploeg. Na vier nederlagen in vijf wedstrijden werd hij ontslagen als coach en keerde hij in juni 2007 terug als coach bij ES Malley, dat hij eerder had opgegeven. Op 1 april 2009 werd hij door de club ontslagen wegens onbehoorlijk gedrag tegen het scheidsrechterstrio in de wedstrijd tegen FC Echallens op 28 maart, die in 2-1 was geëindigd.
In oktober 2009 volgde hij Diego Sessolo op als coach van FC Le Mont-sur-Lausanne, dat op dat moment op de laatste plaats stond in de Challenge League van het Zwitserse kampioenschap. In 2011 was hij opnieuw coach bij ES Malley, als opvolger van Paolo Martelli. In 2012 keerde hij terug naar Yverdon-Sport FC als coach, maar werd al na vier maanden ontslagen. In januari 2013 nam Chapuisat de leiding over als coach van de tweede divisie club Forward Morges. Hij werd het jaar daarop door de club ontslagen wegens het opnieuw beledigen van de scheidsrechter in de wedstrijd tegen Stade Payerne op 15 juni 2014 en werd uiteindelijk door de Zwitserse voetbalbond tot eind 2014 verbannen uit alle activiteiten bij een club.
In 2015 werd hij coach van een andere ploeg uit de tweede klasse van de Vaudois, Bursins-Rolle-Perroy. In november van datzelfde jaar wordt hij ook daar ontslagen, beëindigt zijn loopbaan als voetbaltrainer en gaat aan de slag als voetbalcolumnist voor het Nyon dagblad La Côte en wordt als voetbalkenner ingehuurd door Teleclub.

## Erelijst
- Lausanne Sports
  - Zwitserse voetbalbeker: 1981